# Костадин Кондевчев
Костадин Кондевчев (Кондовчев) е български просветен деец и революционер от Вътрешната македоно-одринска революционна организация от Костурско.

## Биография
Костадин Кондевчев е роден в костурското село Прекопана, тогава в Османската империя. Завършва в 1888 година с третия випуск Солунската българска мъжка гимназия.
Назначен е за учител в родното си село и същевременно е ръководител на местния комитет на ВМОРО. На 17 септември 1904 година заедно с местния свещеник Никола е причакан край селото от четата на Павлос Мелас и е екзекутиран.